# Hans Schanzara
Hans Schanzara, eigentlich Hans Schwanzara, (* 8. Juni 1897 in Karlsruhe; † 31. Oktober 1984 in Köln) war ein deutscher Opernsänger (Bass) und Komponist.

## Leben
Schanzara wurde zuerst in seiner Heimatstadt ausgebildet und lebte dann in Radolfzell am Bodensee, bis er 1921 nach Münster engagiert wurde, wo er auch seine Frau Gertrud kennenlernte. Es folgten Stationen am Stadttheater Kiel (1924–1928), Stadttheater Dortmund (1928–1938) und ab 1939 war er bis 1952 am Opernhaus Köln engagiert.
In der Oper sang er vor allem komische Partien wie etwa den „Figaro“ in Figaros Hochzeit, den „Baculus“ im Wildschütz von Lortzing, den „Beckmesser“ in den Meistersingern und den „Kezal“ in Smetanas Verkaufter Braut.
Er war auch in der Operette beschäftigt, erwähnenswert sind seine Darstellungen als „Zsupan“ im Zigeunerbaron und „Ollendorf“ im Bettelstudent.
1937 sang er in der Uraufführung der Operette Zauberin Lola von Eduard Künneke. Er war auch als Komponist tätig, seine Operette Die Nachtigall wurde 1947 erfolgreich in Köln uraufgeführt. Etliche Orchesterkompositionen Schanzaras, die im Bereich der leichten Sinfonik angesiedelt sind, wurden im WDR Köln mit dem Kölner Rundfunk-Sinfonie-Orchester unter Franz Marszalek eingespielt.
Seine Tochter war die Schauspielerin Tana Schanzara (1925–2008).

## Künstlername
Schanzara strich das „w“ aus seinem Familiennamen, da er es leid war, immer „Schwänzchen“ genannt zu werden.